# Harold Dudley
Harold Ward Dudley (*  30. Oktober 1887 in Derby (Derbyshire); † 3. Oktober 1935 in London) war ein englischer Biochemiker.
Dudley war der Sohn eines Geistlichen, studierte Chemie an der University of Leeds bei J. B. Cohen mit dem Master-Abschluss und wurde 1912 im Labor von Emil Fischer an der Universität Berlin bei Wilhelm Traube mit einer Dissertation über die Chemie der Purine promoviert. Danach ging er an das Institut von Christian A. Herter und Henry Drysdale Dakin in New York City, wo er mit Dakin das Enzym Glyoxalase entdeckte. 1914 kehrte er nach England zurück und Dozent für Biochemie am Animal Nutrition Research Institute. Nach Wehrdienst im Ersten Weltkrieg ging er in die Abteilung Biochemie und Pharmakologie des National Institute for Medical Research in Hampstead (London), wo er unter Henry Hallett Dale arbeitete. Zunächst arbeitete er über Oxytocin und Vasopressin aus der Hypophyse. 1922 reiste er mit Henry Hallett Dale zu Frederick Banting und Charles Herbert Best nach Toronto und zur Firma Eli Lilly in Indianapolis, um den Stand der Insulinherstellung zu studieren. Danach entwickelte er selbst ein verbessertes Verfahren, das in England industriell angewandt wurde. Mit Dale entdeckte er Acetylcholin in der Milz. Außerdem forschte er über Histamin.
Mit Otto Rosenheim und Walter William Starling klärte er die Struktur von  Spermin.
Er fand unter den Hormonen des Hypophysenhinterlappens Oxytocin und Vasopressin. Dudley isolierte Spermin aus dem menschlichen Körper, forschte über Histamin und fand Acetylcholin in der Milz.
Harold Dudley war Fellow der Royal Society.